# Pharomachrus mocinno
Il quetzal splendente o trogone splendido (Pharomachrus mocinno De la Llave, 1832) è un uccello appartenente alla famiglia Trogonidae, diffuso in America Centrale.

## Descrizione
Il maschio è caratterizzato da colori vivaci, avendo il piumaggio verde rosa con becco giallo e copritrici della coda allungate fino a raggiungere persino 105 cm di lunghezza, anch'esse verdi.
La femmina ha un piumaggio smorto, con piume verde pallido e marrone, senza le lunghe copritrici superiori. La lunghezza definitiva delle copritrici è raggiunta dal maschio al terzo anno di età, ma il solo corpo del volatile raggiunge i 45 cm e i 200 g.

## Biologia
Ha abitudini prevalentemente gregarie, eccetto durante il periodo della riproduzione.
Depone una covata all'anno (raramente due) in cavità degli alberi, soprattutto nei tronchi fradici. Maschio e femmina collaborano nella cova delle due uova di colore celeste per circa venti giorni. I nidiacei rimangono nel nido una trentina di giorni.
Il quetzal splendente si nutre di sostanze vegetali ma anche di rane, invertebrati e lucertole.

## Distribuzione e habitat
Il quetzal splendente vive nelle foreste montane di Messico, Guatemala, Honduras, El Salvador, Nicaragua, Costa Rica e Panama,  tra i 1000 e i 3000 m di quota.

## Tassonomia

### Sottospecie
Sono state individuate due sottospecie:
- P. m. mocinno De la Llave, 1832 - dal Messico meridionale al Nicaragua settentrionale
- P. m. costaricensis Cabanis, 1869 - Dalla Costa Rica all'ovest di Panama

## Conservazione
Tra il 2008 e il 2009,  nello zoo della capitale del Chiapas, la regione più a sud nel Messico, sono nati dei pulcini di quetzal splendente in cattività.

## Nella cultura

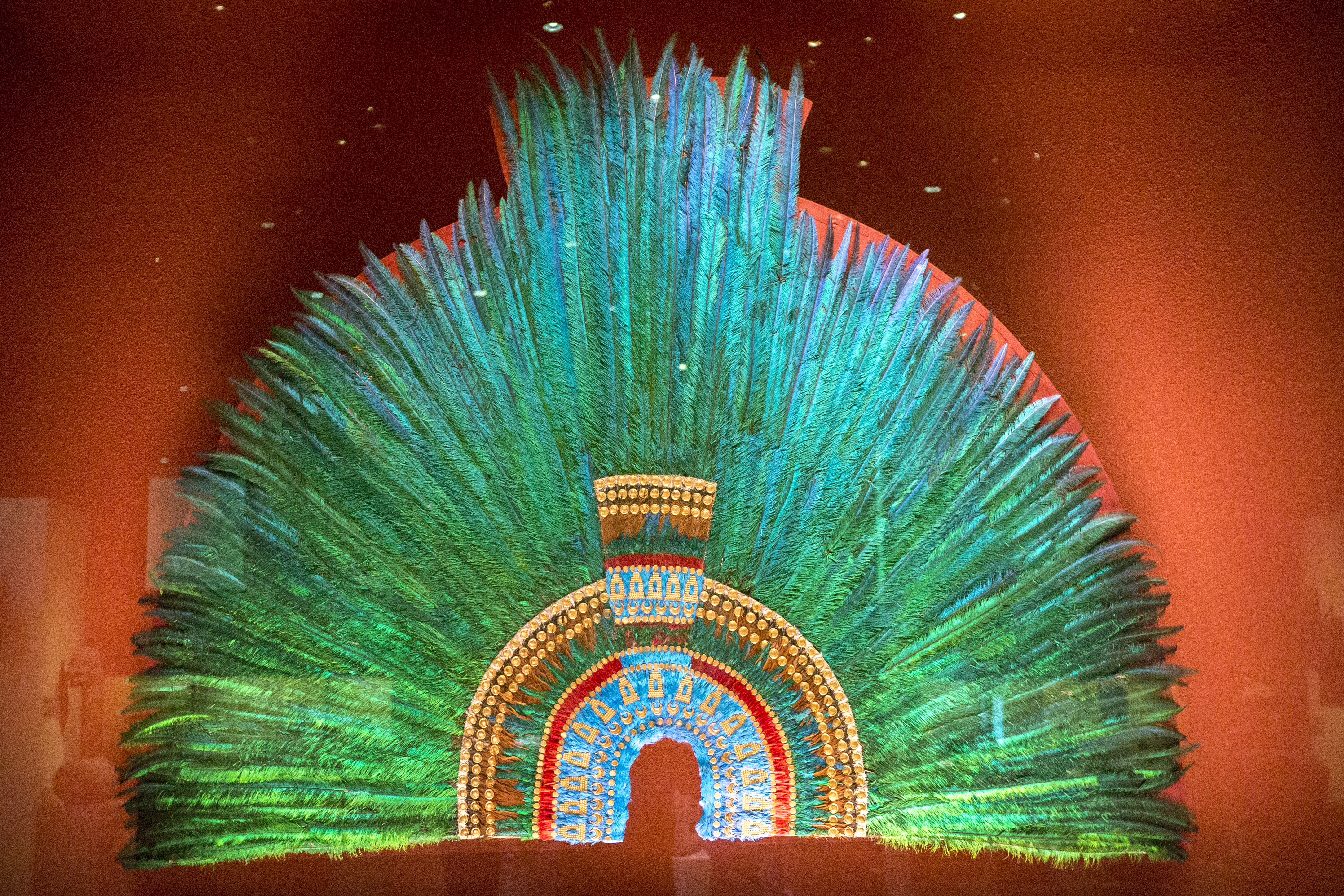
Copricapo azteco con piume di Pharomachrus mocinno, attribuito all'imperatore Montezuma.

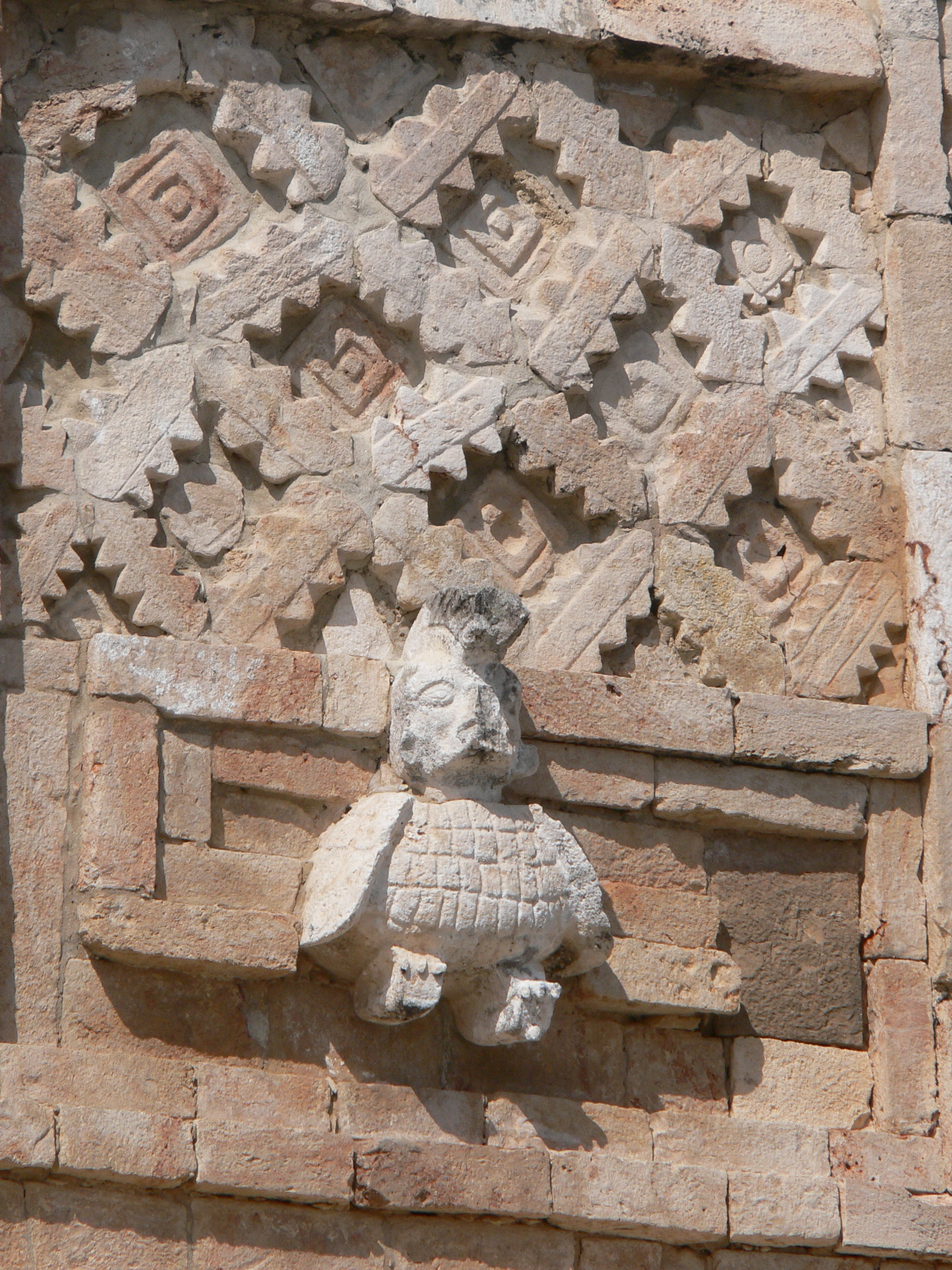
Scultura rappresentante un quetzal nell'antica città maya di Uxmal.

Venerato presso i Maya e gli Aztechi, il quetzal è il simbolo del Guatemala. Tale simbologia non è casuale: la tradizione locale lo considera simbolo di libertà poiché preferisce morire di fame piuttosto che vivere prigioniero.
Le monete dello stato stesso, che nel 1924 sostituirono il Peso guatemalteco, hanno il suo nome in quanto le sue piume erano considerate talmente preziose da essere usate come moneta di scambio.
Con le sue penne, il quetzal ha ispirato il mito del serpente piumato e del dio Quetzalcoatl, divenendo un uccello sacro di molte culture mesoamericane.
Nel 2012 è diventato la mascotte di Ubuntu 12.10.
È uno degli animali di rappresentanza di una squadriglia scout.